# Aqir Zayti
Aqir Zayti (tiếng Ả Rập: عقر زيتي, cũng đánh vần là Aqir Zayt hoặc Aqir Zeit) là một ngôi làng ở phía tây bắc Syria, một phần hành chính của Tỉnh Tartus, nằm ở dãy núi ven biển Syria, phía đông Tartus. Ngôi làng Khirbet al-Faras nằm ngay phía nam. Theo Cục Thống kê Trung ương Syria (CBS), Aqir Zayti có dân số 783 trong cuộc điều tra dân số năm 2004. Cư dân của nó chủ yếu là Ismailis, người đã chuyển đến đó sau khi bị buộc rời khỏi làng pháo đài Khawabi gần đó vào đầu thế kỷ 20.
Aqir Zayti chứa lăng mộ al-Hajj Khidr, một đền thờ Ismaili quan trọng. Theo truyền thuyết Ismaili địa phương, một phần bắt nguồn từ sự thật lịch sử, al-Hajj Khidr là một người theo đạo Hồi giáo Ismaili từ al-Qadmus, người đã trở nên nổi tiếng ở khu vực đó và do đó bị các tiểu vương Ismaili của thị trấn đó buộc phải ra đi. Al-Hajj Khidr sau đại diện cho cộng đồng Ismaili của Khawabi, nơi ông và người ủng hộ ông đã tị nạn, trên một phái đoàn đến gặp giám đốc lãnh tụ Hồi giáo của Ismailis ở Ấn Độ. Imam ở Ấn Độ đã giao cho al-Hajj Khidr trở thành nhà truyền giáo chính của Syria, thay thế Muhammad al-Suwaydani già nua. Khi trở về Syria, chính quyền của al-Hajj Khidr đã bị các tiểu vương Ismaili của al-Qadmus, Masyaf và Wadi al-Uyun từ chối. Hai bên sau đó đã đụng độ và al-Hajj Khidr và nhiều đảng phái của ông đã bị giết. Do những cải cách của Aga Khan III đã cấm thờ cúng đền thờ, đền thờ của al-Hajj Khidr đã bị dỡ bỏ vào đầu thế kỷ 20.

## Tiểu sử
- Boulanger, Robert, biên tập (1966). The Middle East, Lebanon, Syria, Jordan, Iraq, Iran. Hachette.
- Douwes, Dick (2011). "Modern History of the Nizari Ismailis of Syria". Trong Farhad, Daftary (biên tập). A Modern History of the Ismailis: Continuity and Change in a Muslim Community. I. B. Tauris. ISBN 9781845117177.